# 金子家祐
金子 家祐（かねこ いえひろ、生年不詳 - 至徳2年/元中2年（1385年））は南北朝時代の武蔵国入間郡の国人。子に家重。

## 生涯
応安元年/正平23年（1368年）の武蔵平一揆で一揆の中心・河越直重・高坂氏の側についたが、関東公方足利氏満・上杉憲顕によって乱は平定。その後は関東管領上杉氏に従い、永徳2年/弘和2年（1382年）には下野国小山義政の乱などに従軍した。